# Làm giàu thực phẩm

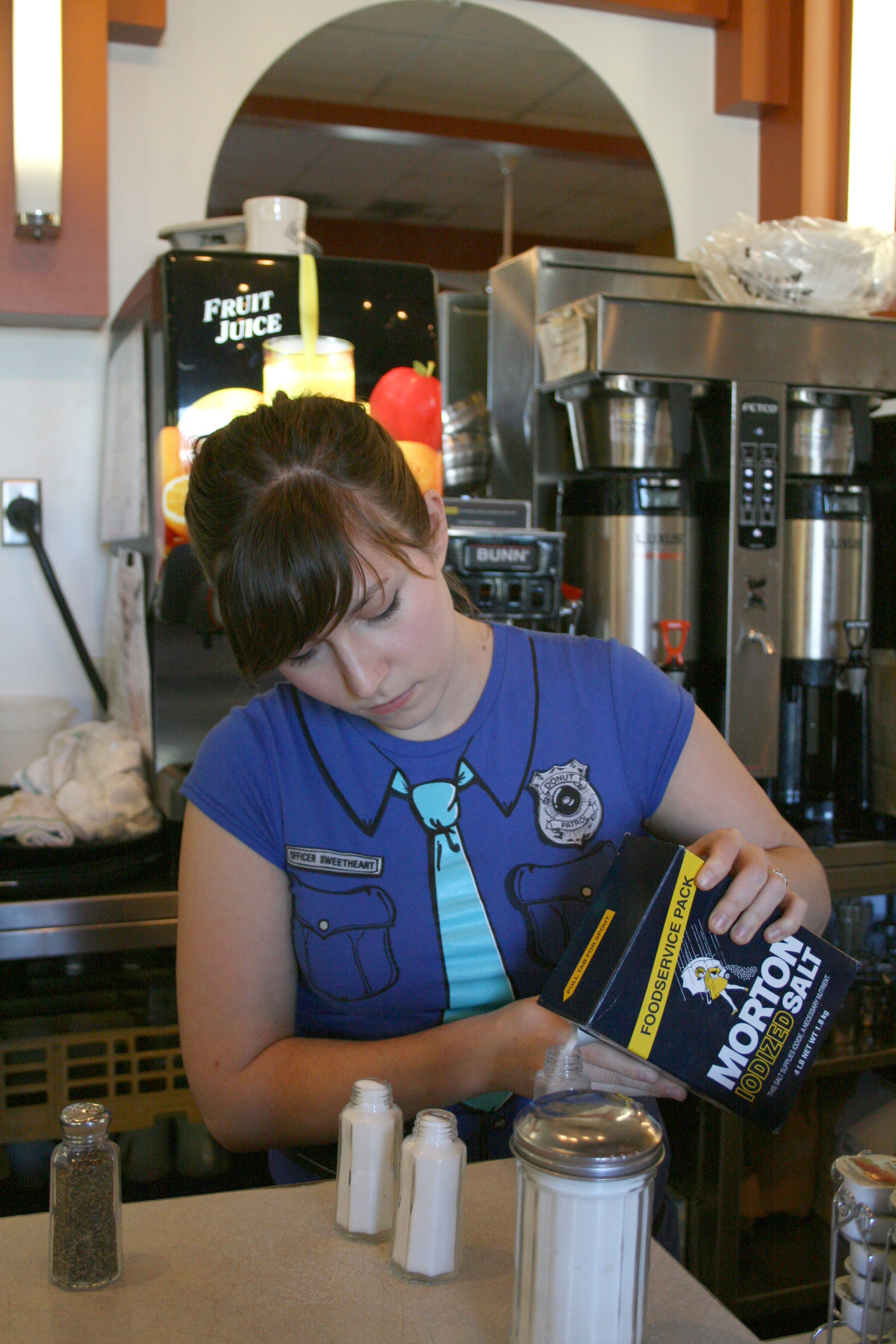
Một nhân viên pha chế đang sử dụng muối iốt để chế biến thay vì chỉ sử dụng muối trắng

Làm giàu thực phẩm (Food fortification) hay còn gọi là dinh dưỡng tăng cường là quá trình bổ sung thêm hoặc tăng cường các vi chất dinh dưỡng (các nguyên tố vi lượng và vitamin thiết yếu) vào thực phẩm thông thường để giúp thay thế bất kỳ chất dinh dưỡng nào bị mất, hao hụt trong quá trình chế biến, nấu ăn hoặc để tăng cường chất dinh dưỡng trong thực phẩm vốn bị thiếu hụt chất dinh dưỡng, đây chính là việc cộng thêm chất dinh dưỡng vào thức ăn truyền thống làm cho thực phẩm có thêm dưỡng chất, làm giàu cho thức ăn, tăng thêm giá trị dinh dưỡng. Quá trình này có thể được thực hiện từ chính các nhà sản xuất thực phẩm hoặc từ chính quyền như một chính sách sức khỏe cộng đồng nhằm mục đích giảm số lượng người bị thiếu hụt dinh dưỡng trong một cộng đồng. Chế độ ăn uống chủ yếu trong một khu vực có thể thiếu các chất dinh dưỡng nhất định do điều kiện đất đai tại địa phương đó, hoặc do sự thiếu hụt vốn có trong thực phẩm thiết yếu, việc bổ sung vi chất dinh dưỡng vào thực phẩm chính và gia vị có thể ngăn ngừa bệnh thiếu hụt trên diện rộng trong những trường hợp như thế này

## Tổng quan
Theo định nghĩa của Tổ chức Y tế Thế giới (WHO) và Tổ chức Lương thực và Nông nghiệp Liên Hợp Quốc (FAO) thì tăng cường (Fortification) đề cập đến "thực hành cố ý tăng hàm lượng vi chất dinh dưỡng thiết yếu, tức là vitamin và khoáng chất (bao gồm cả các nguyên tố vi lượng) trong thực phẩm, để cải thiện chất lượng dinh dưỡng của nguồn cung cấp thực phẩm và mang lại lợi ích cho sức khỏe cộng đồng với rủi ro sức khỏe tối thiểu", trong khi đó làm giàu (Enrichment) được định nghĩa là "đồng nghĩa với tăng cường và việc bổ sung các vi chất dinh dưỡng vào thực phẩm bị mất đi trong quá trình chế biến". Các chất dinh dưỡng phổ biến nhất được sử dụng trong việc tăng cường là vitamin A và vitamin B, sắt, kẽm và axit folic. Tất cả những thứ này hỗ trợ một cơ thể khỏe mạnh và có thể giúp mọi người tránh được sự thiếu hụt chất dinh dưỡng, ngăn ngừa suy dinh dưỡng. Một ví dụ cho quá trình này chính là việc trộn thêm chất iốt trong muối ăn để phổ cập loại muối iốt nhằm loại trừ bệnh bướu cổ, hoặc có thể kể đến là việc tô màu cho dĩa bột của bé, theo đó người ta sẽ xay thêm các loại rau củ, hoa quả để trộn vào dĩa bột cho các em bé nhằm tăng cường các vi chất, lượng vi khoáng nhằm tăng thêm chất dinh dưỡng cho sự phát triển toàn diện của bé.
Tăng cường vi chất dinh dưỡng vào thực phẩm được WHO và FAO xác định là chiến lược thứ hai trong số bốn chiến lược nhằm bắt đầu giảm tỷ lệ thiếu hụt chất dinh dưỡng trên toàn cầu. Theo FAO, các loại thực phẩm tăng cường phổ biến nhất là ngũ cốc và các sản phẩm từ ngũ cốc; sữa và các sản phẩm từ sữa; chất béo và dầu; các mặt hàng thực phẩm bổ sung; trà và các loại đồ uống khác; và sữa công thức dành cho trẻ sơ sinh. Suy dinh dưỡng và thiếu hụt chất dinh dưỡng ước tính trên toàn cầu gây ra cái chết của từ 3 đến 5 triệu người mỗi năm. Làm giàu dưỡng chất có mặt trong các mặt hàng thực phẩm thông thường theo hai cách khác nhau đó là thêm lại và thêm vào. Bột mì sẽ mất giá trị dinh dưỡng do cách chế biến ngũ cốc vậy nên bột mì tăng cường có chứa thêm sắt, axit folic, niacin, riboflavin và thiamine được thêm lại vào. Ngược lại, các thực phẩm tăng cường khác có các chất dinh dưỡng vi lượng được thêm vào mà không có trong các chất đó một cách tự nhiên, ví dụ về điều này là nước cam, thường được sản xuất và bán với các sản phẩm có bổ sung thêm canxi. Tăng cường vi chất trong thực phẩm cũng có thể được phân loại theo giai đoạn bổ sung gồm trong giai đoạn thương mại và công nghiệp (bột mì, bột ngô, dầu ăn), tăng cường sinh học (nhân giống cây trồng để tăng giá trị dinh dưỡng của chúng, có thể bao gồm cả nhân giống chọn lọc thông thường và kỹ thuật di truyền), tăng cường vi chất khi chế biết (ví dụ, các bà nội trợ sẽ giọt thêm vài giọt vitamin D vào thức ăn).